# Dự án khiên vàng
Dự án khiên vàng (tiếng Trung: 金盾工程; bính âm: īndùn gōngchéng), hay còn gọi là 'Phòng hỏa trường thành', là một dự án kiểm duyệt và giám sát điều hành bởi Bộ Công an trực thuộc chính phủ Cộng hòa Nhân dân Trung Hoa. Dự án bắt đầu năm 1998 và đưa vào hoạt động tháng 11 năm 2003.

## Vượt qua
- Sử dụng máy chủ proxy ngoài Trung Hoa
- Các công ty có thể mở website bên trong Trung Quốc. Điều này tránh cho thông tin của họ đi qua tường lửa; tuy vậy nó yêu cầu công ty áp dụng các giấy phép ICP.
- Tường lửa Vĩ đại không thể lọc các luồng dữ liệu bảo mật, như các luồng chuyển qua kết nối mạng riêng ảo.
- Phân tuyến kiểu củ hành, như Tor, có thể sử dụng.
- Freegate và Ultrasurf là các chương trình có khả năng vượt tường lửa bằng cách sử dụng các proxy mở, nhưng vẫn phân biệt đối xử với người dùng Trung Hoa. Ultrasurf cũng quét các trang chính phủ và trang thương mại của người dùng, và có thể theo dõi các phản đối.[1]